# 甲府城
甲府城是山梨縣甲府市的古城。別名舞鶴城（まいづるじょう）。山梨縣指定史跡。

## 現況情報
所在地
- 山梨縣甲府市丸之内1-5-4

交通
- 從JR中央線「甲府」車站南口徒歩約5分